# Moose Pass
Moose Pass és una concentració de població designada pel cens dels Estats Units a l'estat d'Alaska. Segons el cens del 2000 tenia 206 habitants.

## Demografia
Segons el cens del 2000, Moose Pass tenia 206 habitants, 84 habitatges, i 51 famílies La densitat de població era de 4,4 habitants/km².
Dels 84 habitatges en un 32,1% hi vivien nens de menys de 18 anys, en un 53,6% hi vivien parelles casades, en un 4,8% dones solteres, i en un 38,1% no eren unitats familiars. En el 31% dels habitatges hi vivien persones soles el 4,8% de les quals corresponia a persones de 65 anys o més que vivien soles. El nombre mitjà de persones vivint en cada habitatge era de 2,45 i el nombre mitjà de persones que vivien en cada família era de 3,13.
Per edats la població es repartia de la següent manera: un 29,1% tenia menys de 18 anys, un 5,3% entre 18 i 24, un 35% entre 25 i 44, un 25,2% de 45 a 60 i un 5,3% 65 anys o més.
L'edat mediana era de 36 anys. Per cada 100 dones hi havia 151,2 homes. Per cada 100 dones de 18 o més anys hi havia 139,3 homes.
La renda mediana per habitatge era de 87.291 $ i la renda mediana per família de 85.463 $. Els homes tenien una renda mediana de 61.563 $ mentre que les dones 31.563 $. La renda per capita de la població era de 28.147 $. Cap de les famílies estaven per davall del llindar de pobresa.

## Poblacions més properes
El següent diagrama mostra les poblacions més properes.